# Pietro Chiari
Pietro Chiari (Brescia, 25 dicembre 1712 – Brescia, 31 agosto 1785) è stato un gesuita, drammaturgo, scrittore e librettista italiano.

## Biografia

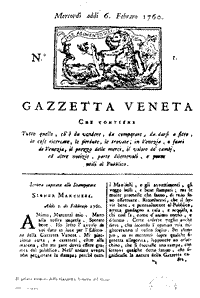
Gazzetta Veneta del 1760

L'abate Pietro Chiari appartenne all'ordine dei gesuiti fino al 1747. Abbandonata la congregazione, tra il 1747 e il 1762 fu a Venezia con il titolo di poeta di corte del duca Francesco III d'Este, però senza tenere alcuna carica pubblica. Dal 1761 al 1762 fu direttore della Gazzetta Veneta. Dal 1762 trascorse gli ultimi anni di vita nella sua città natale.
In questo periodo scrisse circa una sessantina di commedie, che lo portarono spesso a scontrarsi, almeno fino al 1761, con Carlo Goldoni. Nel 1762, anche il sacerdote e letterato Giuseppe Manzoni pubblicò un libello, intitolato Riflessioni critiche sopr'alcune proposizioni trovate nel libro intitolato Il genio e i costumi del secolo corrente proposte al celebre sig. abate Chiari, con il quale criticava il giudizio dell'abate su quali testi fossero più adatti per l'educazione dei giovani.
Fu anche autore di numerosi libretti d'opera. Parte dei suoi lavori furono pubblicati nelle raccolte Commedie (Venezia 1756, Bologna 1759-62), Nuova raccolta di commedie (Venezia 1762) e Tragedie (Bologna 1792).
Tra i suoi lavori principali spiccano le Lettere ad una "dama di qualità", un'opera realizzata, in modo unitario, attraverso una lunga serie di lettere, scritte con improntitudine, sagacia e satira, volte a raccontare pregi e difetti, vizi e virtù dell'uomo antico e di quello moderno, implicita critica a le "Lettere Critiche" di Giuseppe Antonio Costantini, pubblicate sempre a Venezia nel '700.

## Opere

### Commedie
(elenco parziale)
- La scuola delle vedove (1749)
- Il filosofo veneziano (1753)
- La schiava cinese (1753)
- El marìo cortesan (1754)
- La Pastorella fedele (1754)
- Marco Accio Plauto (1755)
- L'astrologia (1762)
- La bella pellegrina (1762)
- L'ingannatore ingannato (1764)
- Le serve rivali (1766)
- La sposa fedele (1773)
- La donna di parola (1774)
- La partenza (1775)
- L'Arlecchina (1776)
- Fanni a Londra (1797)
- L'amore della Patria, o sia Cordova liberata da' Mori
- I Fanatici
- I Filosofi pazzi
- I Raggiri fortunati
- Il Medico Viniziano al Mongol
- Il poeta comico
- Il Tesoro
- Il trionfo della innocenza
- L'amore di libertà
- L'inganno amoroso
- L'innamorato di due
- L'uomo come gli altri
- L'uomo di buon cuore
- La buona madrigna
- La donna di spirito
- La famiglia stravagante
- La Gratitudine
- La madre tradita
- La moscovita in Siberia
- La notte critica
- La Nuora sagace
- La Pamela maritata
- La Pescatrice innocente
- La Rovina di Troja
- La serva senza patron
- La Vedova prussiana
- La vendetta amorosa
- La Veneziana in Algeri
- Le nozze di Bertoldo
- Le sorelle chinesi
- Le sorelle rivali
- Molière, marito geloso
- Pamela schiava combattuta
- Gli amanti in collera
- Le vicende della fortuna

### Poemi in ottave
- Il teatro moderno di Calicut. Canti berneschi del celebre sig. abbate Pietro Chiari, Venezia, 1787

### Tragedie
- Catilina basato sulla vita di Catilina
- Giulio Cesare basato sulla vita di Cesare
- Kouli-kan re di Persia basato sulla vita di Tamerlano
- La Morte di Kouli-kan
- Marco Antonio triumviro basato sulla vita di Marco Antonio
- Marco Tullio Cicerone basato sulla vita di Cicerone

### Romanzi
- La Filosofessa italiana (1753)
- La Cantatrice per disgrazia, osia le avventure della Marchesa N. N. scritte da lei medesima (1754)
- Le Memorie di madama Tolot ovvero la giocatrice di lotto (1757)
- La Bella Pellegrina (1759)
- La Francese in Italia (1759)
- La Veneziana di spirito (1762)
- L'Americana ramminga, cioè Memorie di Donna Jnnez di Quebrada. Scritte da lei stessa, e ora pubblicate da M. G. Di S. Sua confidente amica (1763; opera attribuita a Chiari[3])
- La Ballerina onorata, o sia Memorie d'una figlia naturale del duca N. V. scritte da lei medesima
- La Fantasima, aneddoti castigliani d'una dama di qualità, scritti da lei medesima
- Memorie del Barone di Trenk Comandante de' Panduri (1784; date alla luce)
- I privilegi dell'ignoranza - Lettere d'una Americana ad un Letterato d'Europa (1784)